# Ulrich Strohschneider
Ulrich Strohschneider (12 de mayo de 1940-20 de septiembre de 1998) fue un deportista austríaco que compitió en vela en la clase Soling. Ganó una medalla de plata en el Campeonato Europeo de Soling de 1973.

## Palmarés internacional
| Campeonato Europeo | Campeonato Europeo       | Campeonato Europeo | Campeonato Europeo |
| Año                | Lugar                    | Medalla            | Clase              |
| ------------------ | ------------------------ | ------------------ | ------------------ |
| 1973               | Medemblik (Países Bajos) | Medalla de plata   | Soling             |